# Temporada de tufões no Pacífico de 1962
A temporada de tufões no Pacífico de 1962 não teve limites oficiais; houve atividade em todos os meses, exceto janeiro, março e junho, mas a maioria dos ciclones tropicais se forma no noroeste do Oceano Pacífico entre maio e novembro e isso delimita convencionalmente a estação.
A maioria dos tufões do Pacífico em 1962 formou-se no Oceano Pacífico ao norte do equador e a oeste da Linha Internacional de Data, com duas exceções: Depressões Tropicais Cinquenta e Sessenta e Três formadas no Pacífico Central. Todas as depressões tropicais recebem um número. A maioria dos sistemas que atingem a força das tempestades tropicais recebeu um nome; todos os tufões foram nomeados.

## Atividade da temporada
Noventa ondas tropicais se formaram na temporada de 1962. Apenas 78 delas se tornaram grandes ondas de leste. 38 dessas ondas se tornaram depressões tropicais, 30 se tornaram tempestades e 23 se tornaram tufões. Este recorde de 24 tufões superou o recorde de 1952, que tinha 21. Este recorde foi batido na temporada de 1964 com 26 tufões. Seis super tufões se formaram em 1962: Georgia, Emma, Ruth, Opal, Amy e Karen. Mesmo com a alta atividade, apenas cerca de metade dos ciclones em 1962 atingiram a costa. Também houve dezessete ciclones suspeitos descobertos pelo JTWC em relatórios pós-temporada. Três foram relatados para atingir a intensidade do tufão, três no status de tempestade tropical e dois precisaram de avisos de depressão tropical.
Duas depressões, 50 e 63, se formaram no Pacífico Central sob a jurisdição do Joint Hurricane Warning Center (agora The Central Pacific Hurricane Center ) e foram incluídas nos arquivos do JTWC. Ambas as depressões permaneceram no mar e não tiveram efeitos em terra. O Pacífico Central também conseguiu Nora, Opal, Ruth, Gilda, Emma e Thelma, os remanescentes de Nadine e o final de Karen perto do final da temporada. Seis tufões entraram no mar de Bering: Nora, Opal, Ruth, Thelma, Amy e Emma. Quatro dos seis foram super tufões. Três tufões quase não entraram no Mar de Bering: os tufões Hope, Sarah e Gilda. Além disso, os tufões Georgia, Hope, Joan, Nora, Opal, Ruth, Thelma, Wanda, Amy, Emma, Gilda, Jean e Karen duraram pelo menos uma semana com Opal durando dezoito dias consecutivos, desde uma onda até ao dia que a JMA cessou as assessorias.

## Sistemas

### Tempestade Tropical Fran
A segunda onda tropical da temporada se formou na manhã de 2 de fevereiro na costa sudeste das Filipinas. A tempestade rapidamente se intensificou em uma depressão tropical e logo na primeira tempestade tropical da temporada de 1962. A intensificação do ciclone tropical passou pela segunda quinzena de 2 de fevereiro como uma tempestade tropical de 72 km/h (45 mph), progredindo para sudoeste em direção à Indonésia. No entanto, na madrugada de 3 de fevereiro a tempestade fez uma curva para o nordeste e se afastou da Indonésia. A força permaneceu inalterada durante o dia e em pouco tempo atingiu o pico de velocidade dos ventos de 80 km/h (50 mph). Continuando para o norte longe da costa das Filipinas, Fran permaneceu com ventos de pico até a noite de 4 de fevereiro. Durante as horas da manhã de 5 de fevereiro Fran caiu para tempestade tropical de 72 km/h (45 mph) e continuou para o norte, enfraquecendo para 64 km/h (40 mph). Na manhã de 6 de fevereiro, Fran enfraqueceu em uma depressão tropical e o aviso final foi divulgado seis horas depois.

### Tufão Georgia
Uma onda de uma corrente externa no Hemisfério sul entrou no Pacífico ocidental na tarde de 13 de abril. Essa onda começou a se formar perto da ilha de Woleai e progrediu para noroeste através do Pacífico. Depois de cruzar Woleai, o sistema se aproximou da ilha de Yap e começou a se formar na segunda depressão tropical da temporada de 1962. Na tarde de 16 de abril o sistema foi declarado uma depressão tropical. A depressão fez uma curva para o sul enquanto estava a norte e no início de 17 de abril aeronaves de reconhecimento encontraram ventos de superfície de 105 km/h (65 mph). A tempestade foi atualizada para uma tempestade tropical em 17 de abril enquanto o sistema continuava curvando, virando para o leste. Um olho começou a se formar durante a tarde, chegou a ser 80 km (50 mi) de largura. O ciclone em formação foi declarado tufão na tarde com ventos de 137 km/h (85 mph). Pela manhã de 18 de abril Georgia havia curvado novamente, agora para o norte, ganhando força e desenvolvendo um olho elíptico. Pela tarde de 18 de abril a Georgia continuou a se fortalecer, alcançando o status de categoria 2 durante a manhã. O rápido fortalecimento e desenvolvimento continuaram durante a tarde, com pressões mínimas de 952 milibares na superfície relatados.
Entrando na manhã de 19 de abril a Georgia começou a formar um olho bem definido, já tendo se fortalecido em um ciclone de categoria 3. A intensificação continuou ao longo do dia com ventos sustentados atingindo 233 km/h (145 mph) até o final do dia. Na manhã seguinte, o tufão Georgia atingiu seu pico de ventos sustentados de 240 km/h (150 mph) a oeste da ilha de Guam. A menor pressão mínima registrada naquele ponto foi de 930 milibares. O tufão manteve sua força durante a maior parte de 20 de abril mas no final da tarde, o sistema começou a enfraquecer ao entrar em águas mais frias. Geoorgia curvou-se para o nordeste e enfraqueceu lentamente durante 21 de abril no final do dia, o olho estava começando a se desfazer. Durante a manhã de 22 de abril os ventos de superfície foram relatados em apenas 140 km/h (90 mph) e ventos sustentados logo se seguiram. As águas frias continuaram a afetar o sistema, tornando-se um tufão de categoria mínima 1 à noite sem olho bem definido. Na manhã de 23 de abril, Georgia enfraqueceu para uma tempestade tropical e enfraqueceu lentamente durante o dia, quando começou a transição para um ciclone extratropical. Na manhã de 24 de abril o Centro Conjunto de Alerta de Tufão cessou avisos da tempestade, pois havia se tornado extratropical com ventos de 97 km/h (60 mph).
Os remanescentes extratropicais de Georgia continuaram para o norte a leste da costa do Japão. Em 26 de abril os remanescentes extratropicais passaram para o sudeste da Península de Camecháteca. Durante o dia, o sistema curvava mais uma vez, virando para o oeste antes de outra curva para o sul. Durante o dia de 27 de abril o sistema voltou ao seu padrão nordeste antes de se dissipar em 29 de abril a sudeste da península.
Em seu rastro, o sistema predecessor do Tufão Georgia deixou 250 mm (9.85 in) nas chuvas sobre a Ilha Yap, onde nenhum dano foi registrado. Os danos relatados causados pelo Tufão Georgia foram limitados. O único relato foi de um navio e sua carga no Pacífico sofreu $ 28.000 em danos (1962 USD).

### Tempestade Tropical Hope
Uma onda do leste entrou em contato com uma depressão polar em 13 de maio, criando uma onda de leste que começou a se desenvolver à tarde perto da ilha de Koror. A onda progrediu para noroeste, afastando-se da ilha e continuou a se desenvolver nos dias seguintes. Em 16 de maio, a onda foi elevada a tempestade tropical, a terceira da temporada na costa das Filipinas com ventos de 72 km/h (45 mph). A tempestade, chamada Hope, continuou para noroeste, atingindo o pico primeiro a 97 km/h (60 mph) antes de atingir várias ilhas nas Filipinas. Enquanto sobre a terra, a tempestade tropical Hope enfraqueceu para uma tempestade tropical mínima em 17 de maio e em uma depressão tropical sem circulação mais tarde naquele dia. A tempestade permaneceu uma depressão tropical ao longo do dia, cruzando a ilha oriental das Filipinas. Depressão tropical Hope deixou a ilha e começou a se fortalecer novamente em uma tempestade tropical mínima em 18 de maio. No entanto, a tempestade interagiu com a terra mais uma vez e voltou a se tornar uma depressão tropical em 18 de maio.
Depois de deixar as Filipinas pela última vez, a depressão começou a se desenvolver, tornando-se uma tempestade tropical pela terceira vez desde 16 de maio e desenvolveu um pequeno olho. À medida que a tempestade tropical Hope virou mais para nordeste, o olho se expandiu e a tempestade logo foi declarada um tufão pelo Joint Typhoon Warning Center no final da noite de 19 de maio. No dia seguinte, Hope continuou a se fortalecer e se desenvolver e, ao sul de Okinawa, em 20 de maio, atingiu o pico de 140 km/h (90 mph) ventos sustentados. (Operacionalmente, o Tufão Hope foi declarado tufão de Categoria 2, 160 km/h (100 mph), mas isso foi rebaixado na pós-análise. ) Uma pressão interna de 980 milibares foi registrado dentro do olho de 48 km (30 mi) de largura. Hope começou a encontrar ar frio perto de Okinawa, no Japão, enfraquecendo rapidamente de um tufão para uma tempestade tropical em 21 de maio. O olho de Hope se desfez e começou a transição para seu estágio extratropical. Na manhã de 22 de maio, os ventos sustentados de Hope caíram abaixo do estágio de tempestade tropical e o sistema se tornou uma depressão tropical. À tarde, Hope foi declarada extratropical e o Joint Typhoon Warning Center parou de seguir o sistema.
Os remanescentes extratropicais do tufão Hope continuaram a nordeste em direção à costa do Japão em 23 de maio. O sistema desviou-se para o mar e acompanhou a costa leste por vários dias. Depois de 24 de maio, o sistema começa a deixar a costa japonesa em favor do Oceano Pacífico aberto, mas fez um dardo para o norte em direção às Ilhas Curilas em 26 de maio. Os restos viraram mais uma vez para o nordeste, paralelamente à Península de Kamchatka no dia seguinte. A tempestade virou offshore novamente em 27 de maio e desapareceu perto das Ilhas Aleutas em 28 de maio.

### Depressão Tropical 21
A 21ª onda tropical da temporada de 1962 formou-se em 21 de maio no mar aberto do Sul da China, a leste das Filipinas. Os sistemas fortaleceu-se em uma depressão tropical e moveu-se para o sudeste em direção ao sudoeste do Vietnã do Sul. No entanto, a depressão voltou à sua progressão norte em 22 de maio e se dissipou no mesmo dia sem ameaçar terra.

### Tufão Iris
Uma onda tropical, a 22.ª da temporada de 1962, formou-se em 26 de maio quando encontrou uma crista polar a nordeste da ilha de Koror. Essa fratura fez com que a onda começasse a se desenvolver durante as primeiras horas da manhã. O sistema se intensificou rapidamente e se tornou a quarta depressão tropical da temporada na mesma tarde. Ocorreu uma rápida intensificação e, em seis horas, a depressão tornou-se a tempestade tropical Iris em 26 de maio a leste das Filipinas. O olho de Iris começou a se definir, pois operacionalmente os ventos chegaram a 121 km/h (75 mph) em 27 de maio, o que classificaria o sistema como um tufão. No entanto, na pós-análise, Iris nunca foi capaz de se fortalecer em um tufão, com ventos máximos de 110 km/h (70 mph) ao largo da costa filipina. Foi lida uma pressão central mínima de 990 milibares dentro da tempestade. Iris acompanhou a costa por várias horas, iniciando um rápido processo de enfraquecimento, caindo para uma tempestade tropical mínima com ventos de apenas 64 km/h (40 mph) até o final do dia.
Durante a manhã de 28 de maio, Iris começou a sofrer com a falta de divergência de nível superior e, como resultado, foi rebaixado para uma depressão tropical. O enfraquecimento do sistema persistiu por mais dois dias ao largo da costa e se dissipou na manhã de maio. 30. Os restos dissipados do Iris persistiram por mais um dia fora das Filipinas, dissipando-se a sudeste de Taiwan em maio. 31.
O impacto relatado do Iris nas Filipinas foi de cinco mortes e nenhum dano estimado às plantações nas ilhas.

### Tufão Joan
Outra onda de leste se formou a nordeste das Filipinas na tarde de 6 de julho depois de atingir um vale polar. O sistema se organizou rapidamente, fortalecendo-se em uma tempestade tropical na manhã de 7 de julho. Nomeada Joan, a tempestade curvou-se para o noroeste através do Pacífico, intensificando-se rapidamente em um tufão no dia seguinte. A tempestade atingiu um pico sustentado de velocidade do vento de 140 km/h (90 mph) logo a sudeste da ilha de Okinawa. A pressão mínima para a tempestade foi registrada em 985 milibares (29,09 inHg). Depois de passar por Okinawa em 9 de julho, a velocidade de avanço no tufão Joan aumentou e a tempestade começou a enfraquecer. A tempestade ostentava um olho elíptico desorganizado, pois logo se transformou em um furacão mínimo naquela tarde. Na noite de 9 de julho, a agora tempestade tropical Joan passou a leste de Xangai, na China, antes de virar para o nordeste na manhã de 10 de julho. Com apenas ventos sustentados de 80 km/h (50 mph), o sistema atingiu a costa da Coreia do Sul na tarde de 10 de julho. A tempestade continuou enfraquecendo ao cruzar o paralelo 38 e entrar na Coreia do Norte, caindo para uma tempestade tropical mínima sobre a terra. Depois de emergir da Coreia do Norte, a tempestade correu para o nordeste antes de experimentar ar frio e se tornar extratropical na manhã de 11 de julho.
Depois de se tornar extratropical, os restos de Joan continuaram para nordeste, curvando-se ao longo da costa da China. O sistema logo deixou a China e entrou nas águas da União Soviética em 12 de julho, logo atingindo a ilha de Ostrov Sakhalin. Depois de cruzar a ilha, o sistema entrou no Mar de Okhotsk, onde virou para o norte em direção à Sibéria continental. Durante o dia de 14 de julho, o sistema atingiu a costa perto da cidade de Magadan e cruzou o Círculo Polar Ártico. O rastreamento do sistema cessou ao norte de Magadan na manhã de 15 de julho.
Os danos relatados pelo tufão Joan foram mínimos nas Coreias, com estimativas de apenas $ 500.000 (1962 USD (US$ 3,68 milhões em 2011 USD)). Este total de danos foi estimado a partir dos danos às colheitas no país e à infra-estrutura de comunicações.

### Depressão Tropical 39
Um sistema tropical formado em 7 de julho ao norte da ilha de Koror. O sistema se fortaleceu em uma depressão tropical no dia seguinte, quando o primeiro comunicado foi lançado. A depressão mudava continuamente de direção, uma vez no 8º a noroeste, novamente no dia seguinte a sudoeste e o final no dia 10 a noroeste novamente. A depressão tropical continuou a noroeste, mas degenerou em uma baixa remanescente na manhã de 12 de julho. Os remanescentes continuaram se afastando, dissipando-se em 15 de julho.

### Depressão Tropical 41
À medida que o tufão Joan estava enfraquecendo, um novo sistema tropical se formou no Mar da China Meridional na tarde de 10 de julho. O sistema se fortaleceu enquanto se movia para o oeste, tornando-se a Depressão Tropical 41 no mesmo dia. A depressão continuou se movendo para o oeste em um ritmo rápido, passando pela ilha de Ainão e chegando ao sul do Vietnã do Norte em 11 de julho. A depressão se dissipou sobre a terra no final da noite.

### Tufão Kate
Outra onda do leste, combinada com a quadragésima quarta onda tropical da temporada, começou a se desenvolver na costa leste de Luzon, nas Filipinas, na manhã de julho. 18. Na época, a onda tropical tinha ventos de 24 km/h (15 mph) em sua superfície. A onda se intensificou rapidamente durante a manhã e o Joint Typhoon Warning Center elevou o sistema para uma depressão tropical na mesma tarde. Na manhã seguinte, o sistema foi atualizado para uma tempestade tropical e recebeu o nome de Kate. A nova tempestade tinha uma pequena parede ocular aberta que se expandiu durante o dia à medida que a tempestade se intensificava lentamente no final da manhã de 20 de julho, a tempestade se tornou um tufão com ventos de 121 km/h (75 mph). Naquela manhã, o olho tinha apenas 19 km (12 mi) de diâmetro e tinham ventos de superfície semelhantes. Durante a tarde, a tempestade fez uma curva para sudoeste de sua trilha e voltou para o norte. Pela manhã de 21 de julho, a tempestade começou a virar para o nordeste em direção a Taiwan.
O tufão continuou a se intensificar, mantendo o status de tufão durante o dia e atingindo um pico de ventos sustentados de 140 km/h (90 mph) na manhã de 22 de julho. As pressões centrais foram registradas em um mínimo de 970 milibares no pico também. (Operacionalmente, o Joint Typhoon Warning Center tinha o pico de Kate com ventos sustentados de 160 km/h (100 mph), tornando-se um ciclone de categoria 2 na escala de furacões Saffir-Simpson, no entanto, isso foi rebaixado na pós-análise.) Conforme Kate se aproximava de Taiwan, a tempestade enfraqueceu, atingindo a costa na tarde de 22 de julho perto da cidade de Taitung com ventos sustentados de 130 km/h (80 mph). A tempestade cruzou a ilha durante a tarde, enfraquecendo para uma tempestade tropical à tarde. Depois de emergir de Taiwan, a tempestade tropical Kate virou para o noroeste e atingiu a costa mais uma vez perto de Wenzhou em 23 de julho com ventos sustentados de 97 km/h (60 mph). A interação com a terra causou rápida dissipação da tempestade sobre a China continental, e o centro de alerta cessou após a tempestade na manhã de 24 de julho. Os remanescentes de Kate continuaram por uma curta distância, atravessando a China no dia seguinte e entrando na Mongólia antes de se dissipar em 25 de julho.
Os danos deixados pelo tufão Kate foram extensos, pois a tempestade matou 110 residentes e causou $ 25 milhões (1962 USD (US$ 184 milhões em 2011 USD)) em danos a plantações, residências e infraestrutura.

### Tufão Louise
Um sistema tropical se formou bem a nordeste de Saipã nas primeiras horas da manhã de 19 de julho. A tempestade rapidamente se fortaleceu para o norte através das águas abertas do Pacífico e, na tarde de 20 de julho, foi classificada como tempestade tropical de 80 km/h (50 mph) nomeada Louise. Louise continuou se movendo para o norte em cerca – 10-11 mph. No final da noite de 21 de julho, Louise havia se tornado um tufão de categoria 1, com ventos de 121 km/h (75 mph) e um olho oval de 200 milhas quadradas. Nesse ponto, Louise virou para o oeste em direção ao extremo sul do Japão. Operacionalmente, Louise se fortaleceu para ventos de 140 km/h (90 mph), no entanto, na melhor rota, a tempestade enfraqueceu para uma tempestade tropical no início do dia 23. No entanto, este permaneceu no seu pico de intensidade. Tornou-se um tufão na manhã de 24 de julho, cruzando ao norte de Chichi-jima e Iwo Jima antes de atingir a costa perto do Monte Zenjinomori na manhã de 26 de julho como tempestade tropical de 110 km/h (70 mph).
A tempestade começou a enfraquecer sobre a terra, e o Joint Typhoon Warning Center cesou de emitir avisos e sobrevoar Louise, que havia degenerado em uma depressão tropical perto de Osaka, Japão. O sistema de dissipação continuou para o nordeste, cruzando Tóquio e reentrando nas águas abertas do Oceano Pacífico em 28 de julho. O sistema continuou a nordeste em direção às Ilhas Curilas antes de se dissipar durante o dia 29 de julho.
Louise matou quinze pessoas e deixou $ 7,5 milhões (1962 USD) ($ 56,1 milhões (2011 USD)) em danos a plantações, casas e pontes no Japão.

### Tempestade Tropical Marge
Uma onda tropical se formou nas águas abertas do Oceano Pacífico em 25 de julho e se fortaleceu na Depressão Tropical 47 em 28 de julho em uma área do oceano ao norte de Chuuk. A depressão se transformou em uma tempestade tropical e recebeu o nome de Marge. Marge atingiu um pico de 72 km/h (45 mph), 1002 mbar como tempestade tropical fraca em 28 de julho. Marge se dissipou na manhã de 29 de julho perto de Guam e Saipan.
Nenhum dano ou fatalidade foi relatado, já que Marge nunca atingiu a costa.

### Tufão Nora
O sistema que se tornaria o tufão Nora se desenvolveu na manhã de 26 de julho nas águas abertas do Oceano Pacífico a leste de Manila como uma onda tropical vinda do oeste. Naquela manhã, o Joint Typhoon Warning Center começou a emitir avisos sobre uma depressão tropical (designada Depressão Tropical 46) com ventos de 40 km/h (25 mph). Depois de permanecer praticamente estacionária por três dias consecutivos na costa das Filipinas, a depressão se transformou na tempestade tropical Nora na manhã de 29 de julho. A tempestade avançou para o noroeste através das águas abertas, fortalecendo-se rapidamente e, no final do dia 29 de julho, Nora havia se fortalecido para 89 km/h (55 mph). Operacionalmente, Nora tornou-se um tufão com ventos de 121 km/h (75 mph), no entanto, a melhor pista para Nora foi atualizada para que a mudança tenha ocorrido seis horas depois nas águas a leste de Taiwan.
Continuando a noroeste passando por Taiwan, Nora continuou se fortalecendo, atingindo ventos máximos de 137 km/h (85 mph) na manhã de 31 de julho. Enquanto estava no auge da força, Nora cruzou a oeste da ilha de Okinawa, no Japão. Durante a tarde de 1 de agosto, Nora enfraqueceu em força enquanto seguia para o leste de Xangai, na China. Na manhã de 2 de agosto, Nora havia se tornado uma tempestade tropical, fazendo uma curva para o leste em direção às Coreias. Na tarde de 2 de agosto, Nora atingiu a costa perto de Incheon, na Coreia do Sul, com ventos de 64 km/h (40 mph). Nora acelerou ao cruzar a Coreia do Sul e entrar na Coreia do Norte, cruzando para as águas abertas, logo atingindo a costa mais uma vez na ilha japonesa de Hokkaido. A leste de Hokkaido, correu sobre o ar frio nas águas abertas do Pacífico, tornando-se extratropical em 4 de agosto.
Os remanescentes de Nora prosseguiram para nordeste e norte, passando pela Península de Kamchatka, cruzando o Mar de Bering perto da Ilha Semisopochnoi em 5 de agosto. Os remanescentes fizeram uma curva para noroeste em direção à Rússia antes de virar para o norte através do mar. O sistema foi rastreado pela última vez ao sul do Estreito de Bering e ao norte do Círculo Polar Ártico em 6 de agosto.
Na ilha japonesa de Hokkaido, no extremo norte, as fortes chuvas da tempestade provocaram inundações generalizadas que mataram 15 pessoas e deixaram outras 14 desaparecidas. $ 1 milhão (1962 USD) de danos foi registrado em residências, plantações, ferrovias e rodovias ao longo das áreas afetadas pela Nora.

### Tufão Opal
Uma onda de leste se encontrou com uma depressão polar a noroeste da ilha de Pohnpei na tarde de 28 de julho. O Joint Typhoon Warning Center começou a seguir a onda para o dia seguinte, enquanto se dirigia para o oeste, ao norte de Chuuk. Curvando-se lentamente a nordeste da ilha, a onda logo se transformou em uma depressão tropical com ventos de 48 km/h (30 mph) sem estrutura de olho em 30 de julho. A depressão se fortaleceu na manhã de 31 de julho para 56 km/h (35 mph) e persistiu durante todo o dia nessa força. A depressão continuou sua curva noroeste, acelerando e enfraquecendo novamente para 48 km/h (30 mph) na manhã de 1 de agosto. Depois de passar por Woleai, a depressão se fortaleceu mais uma vez e se tornou a Tempestade Tropical Opal na mesma tarde. A tempestade continuou se intensificando durante a tarde, com ventos chegando a 80 km/h (50 mph) ao anoitecer. Na manhã seguinte, Opal foi atualizado para um tufão, a oitava da temporada de 1962. O tufão, agora a noroeste da ilha de Ulithi, continuou virando para noroeste, começando a desacelerar conforme o sistema continuava se fortalecendo. Ao cair da noite, o sistema tinha um olho se formando, com largura de 8.0 km (5 mi). Ao cair da noite, o sistema estava com ventos de 140 km/h (90 mph) e passando no extremo leste das Filipinas. Opal continuou a progressão noroeste, fortalecendo ao longo do dia de 3 de agosto e formando um olho mais largo. No final do dia, a tempestade era agora um tufão de categoria 3 com ventos de 185 km/h (115 mph). O fortalecimento continuou durante a noite quando o tufão passou a leste de Lução, fortalecendo-se perto do status de supertufão ao anoitecer de 4 de agosto com um olho encolhido. Na manhã seguinte, o tufão Opal se tornou o segundo supertufão da temporada, com ventos sustentados de 260 km/h (160 mph). Durante o dia de 5 de agosto, Opal continuou se fortalecendo, atingindo o pico com ventos de 266 km/h (165 mph) a leste de Taiwan. (Operacionalmente, o Opala foi classificado como tufão de 270 km/h (170 mph), mas este foi rebaixado para 266 km/h (165 mph) na pós-análise). As pressões centrais mínimas registradas para Opala foram registradas em 900 milibares. Logo após atingir o pico, a tempestade atingiu a ilha de Taiwan com ventos de 266 km/h (165 mph). A tempestade enfraqueceu sobre a terra para 217 km/h (135 mph) depois de cruzar a ilha e continuou enfraquecendo em 140 km/h (90 mph) ao atingir a China continental. O tufão continuou a enfraquecer sobre a terra, enfraquecendo para uma tempestade tropical na manhã de 6 de agosto. Opal persistiu como uma tempestade tropical em 6 de agosto, enfraquecendo em uma depressão tropical na manhã seguinte. Durante a tarde de 7 de agosto, com influências de terra, a tempestade tornou-se extratropical. Os restos extratropicais de Opala cruzaram o leste da China continental, entrando no Mar da China Oriental no final da noite. No início da manhã de 8 agosto, a tempestade atingiu a Coreia do Norte perto da capital Pyongyang. Depois de cruzar o país, o sistema reapareceu no mar antes da travessia. Na manhã de 9 de agosto, o sistema atingiu a região de Hokkaido, no Japão, perto da cidade de Rumoi. Depois de cruzar a ilha, a tempestade entrou no Mar de Ocótsqui em 10 de agosto. Durante a tarde, o sistema cruzou as Ilhas Curilas e iniciou um paralelo com a Península de Kamchatka no dia seguinte. Na manhã de 13 de agosto, o sistema entrou nas Ilhas Aleutas, passando a oeste da Ilha Semisopochnoi e das Ilhas Rat antes de entrar no Mar de Bering. Os restos extratropicais desapareceram em 14 de agosto no meio do mar, ao sul do Círculo Polar Ártico.
O impacto do tufão Opal foi mais devastador em Taiwan, onde originalmente 87 mortes foram registradas na ilha, com 20 pessoas desaparecidas e perdidas 1.400 feridos e umas 5.000 pessoas estavam desabrigadas na cidade de Yilan. Quase 1.500 casas foram destruídas como resultado de Opal, juntamente com 4.700 outros danificados devido aos ventos fortes. Enormes ondas levantadas pela Opel também causaram uma tempestade na cidade, varrendo casas. No entanto, em 8 de agosto, esse número foi rebaixado para apenas 12 mortos na ilha, 966 feridos e cinco desaparecidos. Os ventos fortes de 270 km/h (170 mph) arrancaram um cargueiro de suas âncoras e o inundaram, junto com vários barcos de pesca. Embora ventos de 180 km/h (110 mph) foram sentidos em Taipé, nenhuma morte foi relatada por causa do amplo aviso, fazendo com que os residentes evacuassem. Em Taipé, Opal causou inundações nas ruas, arrancou árvores e derrubou linhas telefônicas. 38 lesões também foram relatadas, com 35 casas destruídas. 180 também foram danificados em Taipé. Em outro lugar, Opala causou duas mortes nas ilhas do Japão, centradas na ilha de Hokkaido do Sul. Nove pessoas também ficaram feridas e uma pessoa foi dada como desaparecida. Depois que o tufão Opal passou pela Coreia do Sul, sete pescadores foram mortos ao longo da costa do Mar Amarelo. 72 mais pessoas estavam desaparecidas. Cinco navios também foram afundados no Mar Amarelo, outros doze foram dados como desaparecidos. O dano total estimado chegou a cerca de US $ 25 milhão. (1962 USD; $ 184 milhões (2011 USD)) Esses totais vieram na forma de colheita, transporte e danos estruturais.

### Tufão Patsy
Uma onda do oeste entrou no leste na tarde de 5 de agosto, a leste da ilha de Yap. O sistema de formação prosseguiu para o oeste, cruzando a ilha diretamente mais tarde naquela noite. Continuando a ganhar força, o sistema tornou-se uma depressão tropical a oeste de Yap na manhã de 6 de agosto (designada Depressão Tropical 51). A depressão continuou a oeste pelas águas abertas do Oceano Pacífico, atingindo força de tempestade tropical na tarde de 6 de agosto, a noroeste de Koror. Agora nomeada Tempestade Tropical Patsy, o ciclone continuou para o leste em direção às Filipinas, ganhando força em águas abertas. A tempestade atingiu ventos de 110 km/h (70 mph) antes de atingir a costa perto de Borongan na noite de 7 de agosto. Patsy cruzou as ilhas das Filipinas, entrando no Mar da China Meridional a oeste de Manila na manhã seguinte.
Depois de cruzar de volta para as águas abertas do Mar da China Meridional, Patsy se fortaleceu em um tufão enquanto prosseguia para o noroeste, atingindo uma velocidade máxima de vento de 121 km/h (75 mph) com uma pressão mínima de 990 mbar na manhã de 9 de agosto. Patsy manteve o status de tufão ao longo do dia, chegando a Ainão perto da cidade de Wenchang como uma tempestade tropical com ventos de 110 km/h (70 mph). Enfraquecendo ao cruzar a China, a tempestade cruzou ao longo da costa sudoeste de uma península próxima. Atravessando um golfo do Mar da China Meridional, Patsy enfraqueceu para 80 km/h (50 mph) a tempestade tropical antes do Joint Typhoon Warning Center cessou de seguir o sistema na manhã de 11 de agosto, quando atingiu a costa perto da cidade de Dianbai Liaogang, China. Os remanescentes dissipados de Patsy continuaram para o leste através do golfo durante o dia 11 de agosto, cruzando de volta para a China continental e dissipando em terra em 12 de agosto
As fortes chuvas e inundações de Patsy causaram 29 vítimas com mais de 200 desaparecidos. Danos totalizaram $ 2,5 milhões (1962 USD) (US$ 18,7 milhões (2011 USD)), incluindo grandes danos à infraestrutura na Universidade de Saint Thomas e o fechamento do aeroporto de Manila. A chegada de Patsy destruiu mais de 26 km2 (6,400 acres) de arroz e estradas danificadas na Tailândia. Patsy atingiu a costa quatro vezes, três como um sistema tropical.

### Tufão Ruth
Uma onda do oeste e um corte baixo formaram um novo sistema de baixa pressão nas águas do Oceano Pacífico ao norte de Chuuk em 11 de agosto. O sistema seguiu para noroeste por dois dias, passando a nordeste de Guam, onde se fortaleceu em 13 de agosto em uma tempestade tropical com ventos de 97 km/h (60 mph). A tempestade se intensificou rapidamente enquanto se inclinava para o norte, ganhando força de tufão em menos de doze horas e atingindo diretamente a ilha de Saipã na manhã de 14 de agosto. Continuando a ganhar força, o tufão Ruth cruzou para o norte, passando por Saipã, tornando-se uma tufão de categoria 5 com ventos de 260 km/h (160 mph) na tarde de 15 de agosto. O tufão logo virou para o noroeste e passou perto de Iwo Jima como um 298 km/h (185 mph) tufão na noite de 16 de agosto.
Com uma pressão mínima de 915 milibares, o tufão Ruth manteve a sua força máxima de 298 km/h (185 mph) por doze horas antes de enfraquecer na costa de Iwo Jima como um tufão de Categoria 5 mínima de 260 km/h (160 mph). Continuando a noroeste, a tempestade se aproximou da costa do Japão, enfraquecendo lentamente nos dias seguintes. Na manhã de 18 de agosto, o tufão Ruth fez uma curva para nordeste e cruzou para o leste de Tóquio. Afastando-se da costa do Japão, Ruth continuou a enfraquecer, tornando-se um tufão de Categoria 1 na tarde de 20 de agosto, curvando-se para nordeste nas águas abertas do Oceano Pacífico. Ruth foi um dos três sistemas ativos em 21 de agosto ao mesmo tempo com o Tufão Thelma e o Tufão Sarah. Depois de cruzar o meridiano 155 em 22 de agosto, Ruth se enfraqueceu em uma tempestade tropical ao experimentar os efeitos do ar frio. Na noite de 22 de agosto, a tempestade foi considerada extratropical.
Os restos extratropicais da tempestade tropical Ruth continuaram a leste através das águas abertas do Oceano Pacífico, curvando-se para nordeste logo a leste da Linha Internacional de Data. Agora seguindo para o norte, o sistema cruzou a Ilha Semisopochnoi e entrou no Mar de Bering. A tempestade virou para nordeste novamente, cruzou a Linha de Data antes de se fundir em um sistema no mar, ao sul do Círculo Polar Ártico.

### Tufão Sarah
A onda tropical que se transformaria no Tufão Sarah formou-se a sudeste da costa de Iwo Jima na noite de 8 de agosto. A onda prosseguiu para o sudoeste através das águas abertas do Oceano Pacífico por vários dias, ganhando força lentamente de 14–15 de agosto ao sul de Okinawa, no Japão. Na manhã do dia 15 de agosto, o Joint Typhoon Warning Center iniciou o acompanhamento da tempestade, que teve ventos de 110 km/h (70 mph). Lentamente ganhando força, a tempestade, agora chamada de Sarah, tornou-se um tufão naquela tarde. Sarah logo começou a fazer um loop em 16 de agosto e 17 de agosto, com ventos de 137 km/h (85 mph) e uma pressão interna de 978 milibares. Logo cruzando sua antiga trilha na tarde de 18 de agosto, Sarah continuou para o norte como um tufão, atingindo as ilhas a leste de Taiwan e a oeste de Okinawa.
Experimentando ar frio no Mar da China Oriental, Sarah enfraqueceu lentamente, enfraquecendo em uma tempestade tropical na tarde de 19 de agosto. Curvando-se para nordeste naquele dia, a tempestade atingiu a costa continental do Japão, perto da cidade de Hioki, em 21 de agosto, com ventos de 97 km/h (60 mph)
O sistema enfraqueceu gradualmente à medida que cruzava o Japão, experimentando os efeitos do ar frio e da terra. Em 22 de agosto, Sarah enfraqueceu rapidamente em uma depressão tropical antes de reentrar no Mar da China Oriental perto da cidade de Kami. Correndo ao longo da costa norte do Japão, o Joint Typhoon Warning Center parou de rastrear a depressão perto da Península de Noto, pois ela se tornou extratropical na tarde de 22 de agosto. Os remanescentes extratropicais de Sarah cruzaram a Península de Noto e sobre o Japão continental mais uma vez, seguindo para o nordeste através do Oceano Pacífico em 23 de agosto. Os restos viraram para o norte em direção às Ilhas Aleutas, antes de morrer ao sul das ilhas em 25 de agosto, ao norte da latitude de 50 graus

### Tufão Thelma
Uma parte fraturada de uma onda de oeste tornou-se uma onda tropical em 20 de agosto, a nordeste de Saipã no meridiano 150. A onda seguiu para noroeste, ganhando força e tornou-se uma tempestade tropical na manhã do dia 21 de agosto. Batizada de Thelma, a tempestade se intensificou rapidamente ao norte de Saipan, atingindo ventos de 110 km/h (70 mph). Operacionalmente, o Joint Typhoon Warning Center encontrou ventos de 121 km/h (75 mph) e originalmente declarado tufão na tarde de 21 de agosto. A tempestade rapidamente enfraqueceu para ventos de 80 km/h (50 mph) antes de se fortalecer conforme Thelma se aproximava da ilha de Iwo Jima. Na noite de 22 de agosto, ao sul de Iwo Jima, a tempestade se intensificou em um tufão, com ventos de 140 km/h (90 mph).
Curvando-se para noroeste e evitando um golpe direto com Iwo Jima, Thelma continuou a se fortalecer rapidamente, atingindo um pico original de 201 km/h (125 mph) a oeste da ilha em 23 de agosto. Fazendo uma curva para o norte, Thelma começou a enfraquecer mais uma vez, atingindo ventos tão baixos quanto 169 km/h (105 mph) a oeste de Chichi Jima. Thelma começou a se fortalecer novamente em 24 de agosto, atingindo operacionalmente picos de vento de 230 km/h (140 mph). No entanto, na reanálise, o sistema caiu para ventos de 217 km/h (135 mph). Cruzando para o norte, a tempestade se aproximou da costa do Japão em 25 de agosto. Os ventos começaram a diminuir à medida que a tempestade foi influenciada pela terra, chegando perto de Owase como um tufão de 169 km/h (105 mph). A tempestade enfraqueceu rapidamente ao cruzar o norte do Japão, cruzando as águas perto de Komatsu em 26 de agosto.
Experimentando os efeitos do ar frio, Thelma dobrou para o nordeste como uma tempestade tropical enfraquecida, cruzando o extremo norte do continente japonês perto de Goshogawara como uma depressão tropical em 27 de agosto. Depois de reentrar nas águas, a tempestade perdeu características tropicais e tornou-se extratropical perto do Monte Apoi. Os restos extratropicais de Thelma vagaram pelas águas abertas do Oceano Pacífico por vários dias, seguindo para o nordeste através da água e para as Ilhas Aleutas, cruzando a Ilha Little Sitkin. O sistema atravessou o Mar de Bering, cruzando a Linha Internacional de Data em 1 de setembro. O sistema foi perdido logo após cruzar a Linha de Data.

### Tufão Vera
Uma onda e uma crista polar fraturaram a sudeste de Okinawa, Japão, na manhã de 23 de agosto. O sistema lentamente ganhou força, transformando-se na Tempestade Tropical Vera na manhã de 25 de agosto, a uma curta distância a nordeste do vale fraturado. A tempestade continuou a nordeste, tornando-se um tufão naquela tarde. Logo após atingir a força do tufão, Vera dobrou para noroeste, passando por Okinawa, fortalecendo-se para um pico de 130 km/h (80 mph) e uma pressão interna de 983 milibares. Operacionalmente, o pico do Vera foi classificado como 137 km/h (85 mph) em 26 de agosto. A tempestade só reteve ventos de tufão por 18 horas, enfraquecendo para uma tempestade tropical na manhã de 27 de agosto. Passando a leste de Okinawa, Vera se aproximou da terra, chegando perto de Kagoshima na tarde de 27 de agosto, com ventos de 97 km/h (60 mph).
Vera enfraqueceu rapidamente sobre a terra, tornando-se uma depressão tropical seis horas após o desembarque, curvando-se para o nordeste sobre a terra. Depois de cruzar o extremo sudoeste do Japão, a tempestade se dissipou sobre a terra perto de Kudamatsu na manhã de 28 de agosto.

### Tufão Wanda
A precursora da onda tropical de leste que se tornou o tufão Wanda originou-se no hemisfério sul, desenvolvendo-se na costa de Pohnpei na manhã de 23 de agosto. A onda seguiu para noroeste por vários dias, passando ao sul de Ponape e ao norte de Chuuk. O sistema continuou além de Guam e Yap antes de se intensificar em uma depressão tropical na tarde de 27 de agosto. A depressão continuou a nordeste e, em seis horas, tornou-se a tempestade tropical Wanda, com ventos de 64 km/h (40 mph). Cruzando o extremo leste da costa das Filipinas, Wanda gradualmente se fortaleceu à medida que avançava para o noroeste. Na manhã de 29 de agosto, a tempestade ganhou força de tufão, ao norte de Lução. A tempestade continuou a se fortalecer, passando ao sul de Taiwan antes de atingir o pico de tufão 180 km/h (110 mph) na costa de Hong Kong em 31 de agosto.
Com uma pressão mínima de 949 milibares, Wanda continuou para o leste através do Mar da China Meridional, chegando perto de Hong Kong como um tufão com ventos de 160 km/h (100 mph) na manhã de 1 de setembro. Depois de cruzar para a terra, Wanda enfraqueceu consideravelmente, tornando-se uma depressão tropical em 18 horas. A tempestade se dissipou sobre as terras a oeste de Macau na noite de 1 de setembro. No entanto, os remanescentes de Wanda cruzaram as partes do sul da China em 1 e 2 de setembro antes de cruzar de volta para as águas abertas do Mar da China Meridional em 3 de setembro. Os remanescentes viraram para o leste e chegaram a Hainão, perto de Lingao, em 4 de setembro. Os remanescentes de Wanda se dissiparam sobre Hainan naquele dia.
Wanda foi responsável por 434 mortes, com milhões de danos ocorridos. A tempestade foi significativa em Hong Kong e o nível da água estava 55 m (179 ft) acima do datum do gráfico em alguns lugares. O vento médio horário máximo e a pressão mínima instantânea no Observatório Real foram de 68 kn (126 km/h; 78 mph) e 953 mbar. Nenhum dos recordes foi superado desde então. Wanda é considerado o segundo pior tufão registrado na história de Hong Kong (perdendo apenas para o catastrófico tufão de 29 de julho de 1896. Wanda também criou o recorde de ser o último dos três tufões a causar ventos de furacão em Hong Kong em três anos consecutivos (após o tufão Mary de 1960 e o tufão Alice de 1961).

### Tufão Amy
O precursor do tufão Amy formou-se em 27 de agosto a noroeste de Chuuk como uma onda do oeste. O sistema rapidamente ganhou força nas águas abertas do Oceano Pacífico, ganhando ventos suficientes para ser declarado uma depressão tropical na manhã de 29 de agosto. A depressão se intensificou rapidamente, tornando-se uma tempestade tropical em seis horas. Agora nomeada Amy, o ciclone dobrou para nordeste em torno de Saipã com ventos de 110 km/h (70 mph). Depois de passar por Saipã, Amy se tornou um tufão durante a tarde de 30 de agosto. Continuando a se fortalecer rapidamente sobre a água, Amy atingiu sua velocidade máxima de vento de 260 km/h (160 mph) na noite de 1 de setembro, bem ao nordeste das Filipinas. Depois de atingir o pico com uma pressão de 935 milibares, o tufão voltou a enfraquecer para 249 km/h (155 mph) e logo 240 km/h (150 mph), que manteve durante vários dias.
Cruzando para o nordeste de Lução, Amy manteve a força, aproximando-se rapidamente da ilha de Taiwan em 4 de setembro. A tempestade enfraqueceu lentamente para tufão de 185 km/h (115 mph) na costa de Taiwan, atingindo a costa em 5 de setembro perto da cidade de Yilan City. Amy enfraqueceu ligeiramente sobre a terra antes de atingir a costa perto de Fucheu mais tarde naquele dia. Amy cruzou a China continental por vários dias, enfraquecendo lentamente para uma tempestade tropical mínima antes de cruzar de volta para as águas do Mar da China Oriental perto de Yancheng. Amy se fortaleceu de volta aos ventos de 72 km/h (45 mph) antes de enfraquecer em uma depressão tropical na costa da Coreia do Sul. A depressão atingiu a costa perto de Incheon em 7 de setembro, enfraquecendo sobre a terra. Depois de cruzar para águas abertas, os restos mortais de Amy tornaram-se extratropicais em 8 de setembro, afetados pelo ar frio.
Os restos extratropicais de Amy continuaram a nordeste ao longo dos continentes norte-coreano e chinês, cruzando a ilha de Sacalina em 9 de setembro. Os restos mortais de Amy foram perdidos na costa leste de Sacalina em 10 de setembro, a oeste da Península de Camecháteca.
A inundação de Amy matou 24 pessoas, com prejuízos de milhões de dólares (1962 USD) para colheitas, energia, linhas de comunicação e edifícios.

### Depressão Tropical 64
Uma onda tropical de leste formou-se a noroeste do Atol de Woleai e da Bóia 317 (na costa de Woleai) em 3 de setembro. O Joint Typhoon Warning Center atualizou a onda naquele mesmo dia para a Depressão Tropical 64. A depressão progrediu para o nordeste, passando para o sul de Ulithi seis horas após a formação. A depressão continuou, passando ao sul de Yap, uma ilha perto de Ulithi. Em seguida, começou a endireitar sua progressão, dissipando-se ao norte da ilha de Koror a cerca de 135 ° W de longitude. Assim que a depressão se dissipou, o Joint Typhoon Warning Center parou de rastrear a depressão, nunca atingindo nenhuma massa de terra no Oceano Pacífico.

### Tempestade Tropical 66
Como a maioria dos ciclones tropicais da temporada, o sexagésimo sexto se formou em 11 de setembro, em torno de onde a Depressão Tropical 55 se formou no início da temporada. O Joint Typhoon Warning Center começou a seguir o distúrbio, que ocorreu no Oceano Pacífico aberto. O distúrbio foi atualizado para uma depressão tropical em 12 de setembro. A depressão progrediu para o oeste, com a Agência Meteorológica do Japão seguindo o exemplo como uma depressão tropical. Quando a depressão começou a fazer uma curva em direção ao Japão, o Joint Typhoon Warning Center parou de rastrear a depressão.
No entanto, a Agência Meteorológica do Japão continuou após o fortalecimento da depressão. A depressão, começando paralelamente à costa do Japão, tornou-se uma tempestade tropical em 15 de setembro. A depressão atingiu o pico de intensidade com uma pressão de 1002 mbar (29,58 inHg) no mesmo dia, em sua maior proximidade com o Japão. A tempestade enfraqueceu em uma depressão tropical em 16 de setembro e começou a fazer uma curva para o nordeste. A depressão se afastou da costa do Japão e começou sua trajetória no Pacífico em 17 de setembro. A Agência Meteorológica do Japão deixou de seguir o sistema naquele dia, localizado nas Ilhas Curilas da União Soviética. Durante toda a sua existência, a depressão nunca atingiu a costa.

### Tempestade Tropical Babe
A sexagésima sétima onda tropical da temporada de 1962 formou-se em 11 de setembro em várias ilhas nas Filipinas. Rastreada pela Agência Meteorológica do Japão, a onda começou a progredir para o oeste, passando sobre a ponta de uma ilha no Mar da China Meridional. Em 13 de setembro, a meio caminho entre o Vietnã do Sul e as Filipinas, o Joint Typhoon Warning Center atualizou o sistema para a Depressão Tropical 67. Ali, a depressão fez uma curva para noroeste, iniciando uma progressão nessa direção. A depressão continuou por mais dois dias no Mar da China Meridional, onde a tempestade foi atualizada para a Tempestade Tropical Babe.
A tempestade tropical Babe continuou para o noroeste, seguindo em direção à costa do Vietnã do Sul. Em 15 de setembro, a tempestade tropical Babe passou ao sul de Hainão, uma ilha reivindicada como parte da China. A tempestade atingiu o pico de ventos de 105 km/h (65 mph) no mesmo dia, com pressão mínima de 995 milibares de Mercúrio ). Em 16 de setembro, a tempestade tropical Babe atingiu a costa norte da costa do Vietnã do Sul. A depressão então cruzou o país, enfraquecendo para uma depressão tropical em 17 de setembro, atravessando o país do Laos. O Joint Typhoon Warning Center parou de seguir o sistema logo após deixar o Laos.
O enfraquecimento do sistema seguiu para o Camboja, onde durou mais um dia ou mais. Na noite de 18 de setembro, a Agência parou de seguir o enfraquecimento do sistema, pois começou a deixar o Camboja e entrar no país vizinho da Tailândia.

### Depressão Tropical 68
A sexagésima oitava onda tropical de leste do temporada de 1962 formou-se em 22 de setembro a algumas centenas de milhas da costa das Filipinas. O Joint Typhoon Warning Center então atualizou a onda para a Depressão Tropical 68 naquele dia. A depressão fez uma curva para sudoeste, virando para noroeste apenas algumas horas depois. Depois de iniciar uma progressão para o noroeste, a Depressão Tropical 68 começou a correr ao longo da costa leste das Filipinas. A depressão eventualmente mudou para uma progressão reta para o oeste, conforme o ciclone se aproximava do continente. Na tarde de 24 de setembro, Depressão Tropical 68 atingiu a costa leste do sul de Lução. A depressão atravessou o país, mantendo sua força.
A depressão atravessou a capital das Filipinas, Manila, e seis horas após o desembarque, a depressão havia voltado à água. A depressão então começou sua progressão noroeste mais uma vez, seguindo em direção à China. No entanto, a Depressão Tropical 68 voltou-se para o sudoeste e se afastou da China. Essa progressão também não durou. O sistema voltou para o noroeste, indo em direção ao Vietname do Norte. Essa progressão permaneceu estável, e a depressão atingiu a costa em 26 de setembro no Vietname do Norte. A Depressão Tropical 68 atravessou a terra, dissipando-se no dia seguinte perto da fronteira com o Laos.

### Tufão Carla
O sistema que se tornou o tufão Carla pode ser atribuído a uma onda dos ventos do oeste que se formou em 13 de setembro entre Guam e Koror. O sistema prosseguiu para o noroeste por vários dias, ganhando força lentamente. O sistema cruzou as Filipinas perto de Lução em 18 de setembro e cruzou para o Mar da China Meridional. Em mar aberto, o sistema se fortaleceu, atingindo o status de depressão tropical na manhã de 19 de setembro, a noroeste de Manila. A depressão continuou a noroeste ao longo do dia, tornando-se a tempestade tropical Carla na manhã de 20 de setembro, milhas a oeste de Lução. Depois de atingir a força da tempestade tropical, Carla lentamente reuniu força, aproximando-se da ilha de Hainão. Na tarde de 21 de setembro, Carla atingiu força de tufão por seis horas, atingindo ventos máximos de 130 km/h (80 mph).
Depois de atingir o pico, Carla imediatamente atingiu a costa perto de Lingshui na tarde de 21 de setembro com ventos de 97 km/h (60 mph). Depois de cruzar Hainão, Carla voltou a entrar na água e se tornou uma tempestade tropical com ventos de 105 km/h (65 mph) em 22 de setembro. Mais tarde naquele dia, Carla pousou perto de Ninh Binh, no Vietnã do Norte, com ventos de 105 km/h (65 mph). Agora sobre a terra, a tempestade sem umidade enfraqueceu em toda a Tailândia, dissipando-se perto da fronteira Laos-Tailândia em 23 de setembro.
Nenhum relatório de danos está disponível em associação com Carla na Tailândia, no entanto, pelo menos 13 pessoas foram mortas.

### Tufão Dinah
De maneira semelhante às origens do tufão Carla, uma onda do oeste ajudou na próxima tempestade da temporada na tarde de 24 de setembro perto de Guam. O sistema rapidamente se intensificou em uma depressão tropical na manhã de 25 de setembro perto de Ulithi. Ao se fortalecer em uma depressão, o sistema desacelerou significativamente e parou de se intensificar, estabilizando-se com ventos de 56 km/h (35 mph) de 25–28 de setembro. Durante este tempo, a depressão mudou para noroeste, fortalecendo-se na Tempestade Tropical Dinah na manhã de 29 de setembro. A velocidade do vento e o movimento para frente permaneceram lentos para se fortalecer com Dinah, uma vez que dobrou para noroeste e oeste longe de Iwo Jima. A tempestade, seguindo para o oeste através do Oceano Pacífico, tornou-se um tufão na manhã de 30 de setembro.
Seguindo para o oeste pelas águas abertas do Pacífico, Dinah cruzou o sul de Taiwan, com ventos de 185 km/h (115 mph) ao sul da ilha em 2 de outubro. Com uma pressão de pico de 953 milibares, Dinah continuou para o leste, enfraquecendo para ventos de 169 km/h (105 mph) em 3 de outubro. Naquela tarde, Dinah atingiu a costa perto de Hong Kong com ventos de 169 km/h (105 mph). A tempestade enfraqueceu rapidamente sobre a terra, tornando-se uma tempestade tropical e logo uma depressão. Dinah se dissipou sobre a China continental em 4 de outubro. Os remanescentes de Dinah viraram para o sudeste através da China, reentrando nas águas antes de cruzarem Hainão em 5 de outubro. Naquela tarde, os remanescentes se dissiparam sobre Hainan.

### Tufão Emma
Uma onda do oeste que se mudou para o leste ajudou a gerar o sistema que se tornaria o tufão Emma em 30 de setembro na costa de Saipã. O sistema se fortaleceu em uma tempestade tropical na tarde de 1 de outubro, com ventos sustentados de 97 km/h (60 mph). A tempestade, chamada Emma, fez uma inversão de marcha para o norte, ao norte de Saipã, evitando o impacto direto com a ilha. Emma continuou a se intensificar lentamente, tornando-se um tufão na manhã de 2 de outubro. O tufão continuou para o norte através das águas abertas do Pacífico, intensificando-se rapidamente. Na manhã de 5 de outubro, Emma atingiu uma intensidade máxima de operação de 233 km/h (145 mph). No entanto, na pós-análise, o JTWC aumentou o pico para 260 km/h (160 mph), com uma pressão interna de 903 milibares.
Depois de atingir seu pico, Emma enfraqueceu lentamente ao passar de uma progressão do norte para o leste em 5 de outubro. Passando bem a leste de Iwo Jima, Emma manteve os ventos por vários dias em águas abertas a 201 km/h (125 mph). Na manhã de 9 de outubro, Emma enfraqueceu ligeiramente, logo dobrando para o nordeste. Começando a ser influenciado pelo ar frio, o sistema enfraqueceu lentamente através das águas abertas, reduzindo-se a uma tufão de categoria 1 na manhã de 8 de outubro. O sistema foi considerado extratropical operacionalmente na tarde do dia 11 de outubro, com ventos de 130 km/h (80 mph) devido ao ar frio. No entanto, na pós-análise, o sistema cruzou mais para o noroeste, o enfraquecimento parou e, no dia e meio seguinte, Emma realmente ganhou ventos de volta para 137 km/h (85 mph).
Na manhã de 13 de outubro, a tempestade atravessou o Mar de Bering perto da Ilha Little Sitkin. Pouco depois naquele dia, Emma cruzou o meridiano 180º como uma tempestade tropical de 50 mph (80 km/h). Depois de enfraquecer em uma depressão tropical, a tempestade tornou-se extratropical na costa do Alasca.
Danos em Guam e Saipã totalizaram $ 250.000 (1962 USD), desde danos a equipamentos de comunicação, edifícios e barcos de pesca.

### Tufão Freda
Uma onda vinda do oeste e um fluxo do hemisfério sul ajudaram a contribuir para a formação de um sistema ao largo da costa de Yap em 18 de outubro. O sistema intensificou-se rapidamente, tornando-se uma depressão tropical na manhã de 10 de outubro, sustentando ventos de 40 km/h (25 mph). A depressão intensificou-se lentamente à medida que se deslocava para noroeste, passando três dias numa depressão tropical. Inclinando-se para norte, o sistema intensificou-se para uma tempestade tropical mínima na manhã de 22 de outubro. Agora intensificando-se constantemente, a nova tempestade tropical Gilda começou a fazer um loop nas águas do mar aberto, tornando-se um tufão na manhã de 23 de outubro com ventos de 120 km/h (75 mph). A tempestade, agora prosseguindo para oeste, continuou um processo de intensificação constante, prosseguindo para oeste em direção à costa oriental das Filipinas.
Na manhã de 26 de outubro, a tempestade virou para o noroeste e se afastou da costa filipina, com pico de ventos sustentados de 210 km/h (130 mph). Um pico de pressão interna mínima de 933 mbar (27.55 inHg) também foi registrado. Continuando a nordeste, a tempestade iniciou uma interação Fujiwhara com o enfraquecimento da Tempestade Tropical Ivy, logo absorvendo o sistema em 28 de outubro. Gilda continuou a nordeste através do oceano, enfraquecendo lentamente enquanto acelerava pelo ar mais frio. Mantendo ventos de tufão por vários dias, passando a sudeste do Japão. À medida que a tempestade aumentava, atingiu uma velocidade máxima de 71 km/h (44 mph). Gilda enfraqueceu para uma tempestade tropical na manhã de 30 de outubro, a sudeste de Tóquio e mais tarde naquela noite, a tempestade completou a transição extratropical. O sistema extratropical continuou a nordeste durante a noite, cruzando os meridianos 170 e 180 antes de se perder nas águas abertas do Oceano Pacífico Central em 1 de novembro.
Não foram comunicados quaisquer danos ou fatalidades em associação com a Gilda.

### Depressão Tropical 65
Uma onda do oeste e um fluxo do Hemisfério Sul ajudaram a contribuir para a formação de um sistema na costa de Yap em 18 de outubro. O sistema se intensificou rapidamente, tornando-se uma depressão tropical na manhã de 19 de outubro, sustentando ventos de 40 km/h (25 mph). A depressão se intensificou lentamente à medida que se movia para o noroeste, passando três dias em uma depressão tropical. Curvando-se para o norte, o sistema se intensificou em uma tempestade tropical mínima na manhã de 22 de outubro. Agora intensificando-se continuamente, a nova tempestade tropical Gilda começou a fazer um loop nas águas do oceano aberto, tornando-se um tufão na manhã de 23 de outubro com ventos de 121 km/h (75 mph). A tempestade, agora seguindo para o oeste, continuou um processo de intensificação constante, seguindo para o oeste em direção à costa leste das Filipinas.
Na manhã de 26 de outubro, a tempestade virou para o noroeste e se afastou da costa filipina, com pico de ventos sustentados de 210 km/h (130 mph). Um pico de pressão interna mínima de 933 mbar (27.55 inHg) também foi registrado. Continuando a nordeste, a tempestade iniciou uma interação Fujiwhara com o enfraquecimento da Tempestade Tropical Ivy, logo absorvendo o sistema em 28 de outubro. Gilda continuou a nordeste através do oceano, enfraquecendo lentamente enquanto acelerava pelo ar mais frio. Mantendo ventos de tufão por vários dias, passando a sudeste do Japão. À medida que a tempestade aumentava, atingiu uma velocidade máxima de 44 mph (71 km/h). Gilda enfraqueceu para uma tempestade tropical na manhã de 30 de outubro, a sudeste de Tóquio e mais tarde naquela noite, a tempestade completou a transição extratropical. O sistema extratropical continuou a nordeste durante a noite, cruzando os meridianos 170 e 180 antes de se perder nas águas abertas do Oceano Pacífico Central em 1 de novembro.
Nenhum dano ou fatalidade foi relatado em associação com Gilda.

### Depressão Tropical 75
A Depressão Tropical 75 formou-se em 20 de outubro no Oceano Pacífico aberto, perto de uma bóia perto da Linha Internacional de Data. A depressão moveu-se para o noroeste, dissipando-se após dois dias perto da ilha de Iwo Jima. O sistema de vida curta nunca atingiu a costa e nenhum dano ou fatalidade foi relatado a navios ou boias no oceano.

### Tempestade Tropical Harriet
O sistema que se tornaria a tempestade tropical Harriet formou-se na costa oeste das Filipinas na manhã da tarde de 19 de outubro. O sistema prosseguiu para noroeste, depois disparou para sudoeste ao largo da costa, atravessando o Mar da China Meridional. A tempestade passou vários dias em mar aberto, incapaz de se transformar em uma depressão tropical. Em 23 de outubro, a tempestade virou para o norte em direção ao Vietnã do Sul, mas logo voltou para o oeste, fortalecendo-se lentamente ao cruzar o Mar da China Meridional. Na tarde de 25 de outubro, o sistema finalmente se fortaleceu em uma tempestade tropical, recebendo o nome de Harriet. Os ventos chegaram a 97 km/h (60 mph) para Harriet, que logo atingiu a costa perto da província de Nakhon Si Thammarat, na Tailândia, em 25 de outubro. Depois de cruzar o país, Harriet enfraqueceu em 26 de outubro nas águas abertas do Oceano Índico.
A destruição da tempestade tropical Harriet tirou a vida de pelo menos 769 residentes das províncias do sul da Tailândia. Outras 142 pessoas também foram consideradas desaparecidas em 4 de novembro, com mais de 252 feridos graves. Os danos na época foram estimados em mais de $ 34,5 milhões (1962 USD) para edifícios governamentais, agricultura, casas e frotas de pesca.
De acordo com o Departamento Meteorológico da Tailândia, o Harriet foi o ciclone tropical mais mortífero do país, responsável por 935 mortes.
</ref>

### Tufão Ivy
Uma onda tropical se formou em 26 de outubro perto de Ulithi e Woleai Atoll. A onda moveu-se para o noroeste e se fortaleceu de uma onda para um tufão de Categoria 3 com ventos de 185 km/h (115 mph). A interação do tufão ativo Gilda causou um efeito Fujiwhara entre os dois e fez com que Ivy enfraquecesse rapidamente de um tufão de Categoria 3 para uma tempestade tropical mínima em 48 horas. O tufão mais forte Gilda absorveu o fraco Ivy em 29 de outubro ao sul de Iwo Jima.
Ivy nunca atingiu a costa, portanto, nenhum dano ou fatalidade foi relatado.

### Tufão Jean
Uma onda tropical de leste depois que a crista polar fraturou a superposição formada em 3 de novembro perto de Yap. A onda atingiu a costa nas Filipinas no dia 6 e se fortaleceu na Depressão Tropical 81 sobre a terra. O fortalecimento ocorreu e a depressão se tornou a tempestade tropical Jean no dia 6 perto de Manila. O fortalecimento rápido ocorreu e Jean atingiu um tufão com pico de vento de 160 km/h (100 mph) em 9 de novembro perto do Vietnã. Jean começou a enfraquecer e se dissipou em 13 de novembro devido à falta de divergência de nível superior.
A Agência Meteorológica do Japão continuou a rastrear Jean por mais seis dias. Durante esse tempo, Jean fez um loop anticiclônico para o sul, onde Jean foi declarado uma baixa extratropical em 19 de novembro no mar aberto do Sul da China. Nenhum dano ou morte foi relatado.

### Tufão Karen
O tufão Karen, que se formou em 7 de novembro no Pacífico Ocidental aberto, intensificou-se explosivamente para um supertufão 298 km/h (185 mph) no dia 9. Ele virou para o oeste, mantendo seus fortes ventos de 282–298 km/h (175–185 mph) para 4 dias enquanto cruzava as ilhas do Pacífico Ocidental. O ar frio enfraqueceu Karen ao virar para o norte e foi apenas um tufão mínimo em sua aproximação mais próxima do Japão. A tempestade virou para o leste, onde se tornou extratropical em 18 de novembro. Os fortes ventos de Karen causaram $ 250 milhões em danos (1962 USD) e 11 vítimas. Karen passou pela parte sul de Guam em 1962. Rajadas de vento estimadas perto de 298 km/h (185 mph) destruiu 95% de todas as casas da ilha.

### Tufão Lucy
Uma onda de oeste para o MPT que foi seguida por um corte baixo formado em 24 de novembro, enquanto uma depressão se formou a jusante. Esse tipo de formação não é incomum, tanto os tufões Carla quanto Dinah se formaram da mesma forma. O sistema se fortaleceu na Depressão Tropical 86 perto de Koror em 25 de novembro e se fortaleceu na Tempestade Tropical Lucy no mesmo dia. O fortalecimento ocorreu lentamente, pois Lucy não ganhou status de tufão até 27 de novembro. Nesse mesmo dia, Lucy chegou às Filipinas como um tufão 130 km/h (80 mph). Lucy continuou se movendo para o oeste e atingiu o pico de 185 km/h (115 mph), como tufão de Categoria em 29 de novembro. Lucy chegou às Filipinas e ao sul do Vietnã do Sul em 30 de novembro. Lucy se dissipou no Estreito de Taiwan em 1 de dezembro devido à interação de ar frio e terra. A Agência Meteorológica do Japão cessou os alertas no mesmo dia.
Cinco pessoas foram mortas, com $ 5 milhões (1962 USD (US$ 37,4 milhões (2011 USD)). Ventos de 97 km/h (60 mph) foram sentidos no Aeroporto da cidade de Cebu quando Lucy passou pela área.

### Depressão Tropical Mary
A octogésima nona (e penúltima) onda tropical da temporada formou-se no Mar da China Meridional, várias centenas de milhas a oeste das Filipinas. A onda foi atualizada pelo Joint Typhoon Warning Center como Tempestade Tropical Mary (em vez da Depressão Tropical 89) em 1 de dezembro, seguindo o exemplo dos nomes usados anteriormente. A depressão nunca foi acompanhada pela Agência Meteorológica do Japão, no entanto, o sistema foi rastreado pelo Centro de Alerta durante todo o tempo no Mar da China Meridional. Mary foi em direção ao sudoeste, com ventos máximos de 89 km/h (55 mph) em 2 de dezembro.
Depois disso, a tempestade entrou em um lento processo de enfraquecimento, enfraquecendo para uma tempestade tropical mínima em 3 de dezembro. O próximo aviso, Mary foi rebaixado para uma depressão tropical, e o Joint Typhoon Warning Center parou de rastrear a tempestade. Mary não afetou a terra em toda a sua vida.
Uma onda de leste, a nonagésima (e última) da temporada, foi avistada pela primeira vez em 6 de dezembro pelo Joint Typhoon Warning Center várias centenas de milhas a sudeste de Guam. A onda se fortaleceu naquele dia na depressão tropical 90 aparecendo nos dados de rastreamento da Agência Meteorológica do Japão naquele ponto. A depressão curvou-se para noroeste, atingindo a ilha de Guam em 7 de dezembro. A depressão tropical 90 curvou-se para o sudeste de Saipã em 8 de dezembro, tornando-se uma tempestade tropical. Recebendo o nome de Nadine pelo Joint Typhoon Warning Center, ele avançou para o norte, atingindo uma pressão mínima de 974 milibares (28,76 inHg ) e uma velocidade do vento de 97 km/h (60 mph) em 10 de dezembro. Nadine começou a se aproximar da Linha Internacional de Data (180°), mas iniciou uma transição extratropical naquele mesmo dia.
Nadine foi declarada uma tempestade extratropical em 10 de dezembro, e o Joint Typhoon Warning Center cessou após a tempestade. No entanto, a Agência Meteorológica do Japão continuou rastreando a tempestade. Em 11 de dezembro, logo após passar a linha de longitude 170°E, Nadine foi declarado extratropical pela Agência Meteorológica do Japão. Os restos extratropicais de Nadine cruzaram a Linha Internacional de Data e, na noite de 11 de dezembro, a Agência parou de seguir Nadine quando cruzou a bacia do Pacífico Central.
Embora Nadine representasse uma ameaça para a ilha de Guam (que havia sido atingida pelo tufão Karen menos de um mês antes), não houve relatos de mortes, danos ou ventos fortes.

## Nomes de tempestade
Além das 30 tempestades nomeadas, uma tempestade sem nome foi rastreada pela Agência Meteorológica do Japão, 6219, também conhecida pelo Joint Typhoon Warning Center como Depressão Tropical 66.
| - Agnes - Bess - Carmen - Della - Elaine - Faye - Gloria - Hester - Irma - Judy - Kit - Lola - Mamie - Nina - Ora - Phyllis - Rita - Susan - Tess - Viola - Winnie | - Alice - Betty - Cora - Doris - Elsie - Flossie - Grace - Helen - Ida - June - Kathy - Lorna - Marie - Nancy - Olga - Pamela - Ruby - Sally - Tilda - Violet - Wilda | - Anita - Billie - Clara - Dot - Ellen - Fran - Georgia - Hope - Iris - Joan - Kate - Louise - Marge - Nora - Opal - Patsy - Ruth - Sarah - Thelma - Vera - Wanda | - Amy - Babe - Carla - Dinah - Emma - Freda - Gilda - Harriet - Ivy - Jean - Karen - Lucy - Mary - Nadine - Olive - Polly - Rose - Shirley - Trix - Virginia - Wendy |

### Aposentadoria
Após a temporada, o JTWC anunciou que o nome de Karen aposentado será removido das listas de nomes e substituído por Kim.